# Monumento a la Declaración de Independencia (Azerbaiyán)
El monumento de Independencia está situada en la capital azerbaiyana, Bakú en la calle Istiglaliyyat, entre los edificios del Instituto de manuscritos de Academia nacional de Ciencias y de la Universidad Estatal Económica de Azerbaiyán. El monumento se estableció en honor a la declaración de independencia de la República Democrática de Azerbaiyán, proclamada por el Consejo Nacional de Azerbaiyán el 28 de mayo de 1918 en Tiflis.

## Historia

### Construcción
El 18 de diciembre de 2006 el presidente azerbaiyano firmó una disposición sobre el establecimiento del museo de la Independencia y del monumento de Independencia en Bakú. Según la disposición fue anunciado el concurso para la creación del monumento de la Independencia y fueron establecidos los premios.

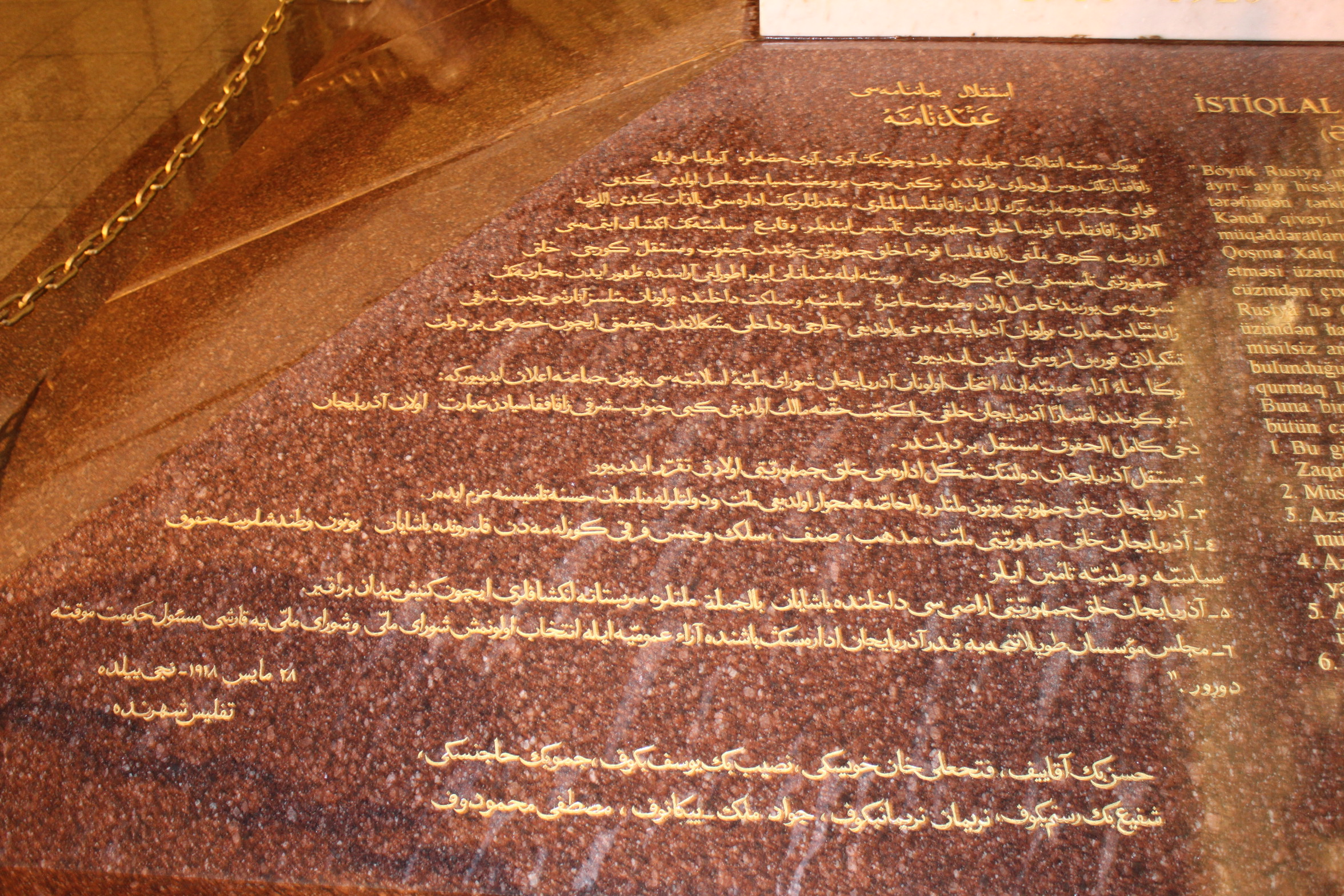
Еl texto de la Declaración de Independencia de la República Democrática de Azerbaiyán

### Apertura
El 25 de mayo de 2007 en Bakú, en la calle Istiglaliyyat se celebró la ceremonia de apertura del monumento de la Independencia de Azerbaiyán con la participación del Presidente de la República de Azerbaiyán Ilham Aliyev.

#### Descripción
En el monumento de granito y mármol blanca está grabado el texto de la Declaración de Independencia de la República Democrática de Azerbaiyán en el alfabeto latino y árabe antiguo. Debajo del texto también se grabó las firmas de los miembros del Consejo Nacional de Azerbaiyán, proclamados la República independiente el de mayo de 1918.